# Samarqāveh
Samarqāveh (persiska: سمرقاوه, Sāmār Qāvā, Samar Ghāveh, Samar Gāveh, Sāmārgava) är en ort i Iran.   Den ligger i provinsen Khorasan, i den nordöstra delen av landet, 800 km öster om huvudstaden Teheran. Samarqāveh ligger 1 201 meter över havet och antalet invånare är 146.
Terrängen runt Samarqāveh är varierad. Runt Samarqāveh är det ganska glesbefolkat, med 35 invånare per kvadratkilometer. Närmaste större samhälle är Pol Varzeh, 5,3 km söder om Samarqāveh. Omgivningarna runt Samarqāveh är i huvudsak ett öppet busklandskap.